# 海商法
海商法（かいしょうほう）とは、海上輸送（平水区域のみを航行する船舶を除く）に伴う商取引について定める法律を言う。
日本には「海商法」と題する法典はなく、狭義には、商法第3編の「海商」に関する規定の部分を指して言う言葉であり、広義には、これに国際海上物品運送法、船舶の所有者等の責任の制限に関する法律などを加えて総称する用語として用いられる。
商取引全般の中で海商が独立した分野として取扱われる背景には、海商が国際間の貿易取引などで用いられる中で、準拠法、公海上の扱い、海上輸送のリスク管理などの観点で、共同海損など古くから通常の商取引とはまた異なった論点がある分野と理解されてきたことが挙げられる。
日本の商法典中、第3編は「海商」として海商について独立した編を置いて規定している。同編中、海上保険に関する部分については通常「保険法」の一部として把握される。
商法典の一部であるが、商法を試験科目とする司法試験との関係では、保険法同様、試験の対象から除外されている（旧司法試験第二次試験の試験科目の範囲を定める規則等）。
この分野の法手続を専門とする隣接法律職に海事代理士がある。